# 在华日租界
在华日租界是指日本在中国开辟的专管租界，这些租界通常位于港口城市，并且由日本政府直接管理。19世纪末到20世纪中叶，日本曾在中国的6个港口城市开辟了日租界，包括天津日租界、汉口日租界、重庆日租界、苏州日租界、杭州日租界、福州日租界。这6个日租界中，除天津日租界位于天津市海河流域，其余5个位于长江流域。
在华日租界大多是在19世纪末到20世纪初的几年间开辟的，其中苏州和杭州日租界分别于1897年开辟，汉口和天津日租界分别于1898年开辟，福州日租界开辟于1899年，而重庆日租界则开辟于1901年，开辟时间相差仅2年。这6个日租界的规模差异较大，天津日租界的面积超过2000亩，是最大的一块，其次是杭州日租界（900亩）、重庆日租界（700亩）、汉口日租界（约600亩）、苏州日租界（480亩）和福州日租界（沿闽江地带170,000坪，新洲约400,000坪）。其中，天津日租界和汉口日租界经历过扩展，面积有所增加。这些日租界一直存在到第二次世界大战后期，1943年3月30日，日本将各地日租界交给汪精卫政府。由于大多数日租界开辟较晚，地理位置偏僻，远离繁华区域，只有天津日租界选址在英法租界与旧城之间的沼泽地，通过大规模的填筑工程，逐渐获得了理想的地理位置，成为唯一较为繁荣的日租界，发展了商业区旭街。这些日租界的道路大多以日本名称命名。例如，天津日租界的主要干道旭街（今和平路南马路至锦州道段）。此外，天津日租界还曾吸引了一批亲日权贵入住，包括宫岛街（今鞍山道）溥仪、段祺瑞、陆宗舆等公馆所在地，明石街（今山西路）曹汝霖、郑孝胥的公馆，以及桃山街（今包头道）高凌霨的公馆等。除天津日租界外，而其他四个日租界的经济并不繁荣，苏州日租界和重庆日租界只有部分地段建有工厂，杭州日租界基本上没有开发，福州日租界则建设了福州神社和日本小学。

## 天津日租界

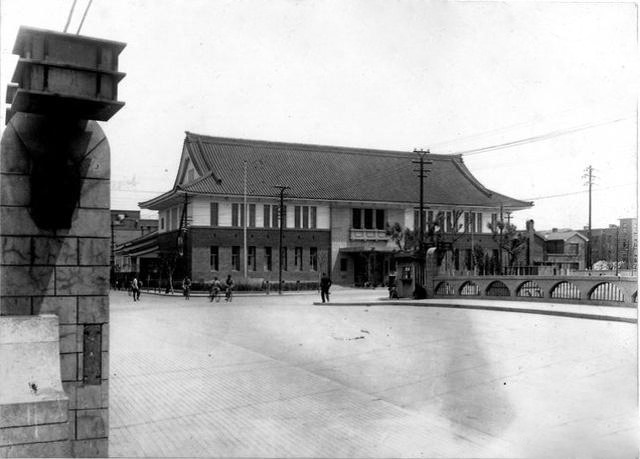
天津日租界

1898年8月29日，中日双方签订了《天津日本租界条款》和《另立文凭》，其中第三款规定：“允许日本在天津设立专管租界。”天津日租界原本是一片沼泽地，直到1903年后，经过大规模的填筑工程，才正式建立工部局进行管理和开发。天津日租界曾成为走私、贩毒和妓院的集中地，曾引起国际舆论关注。1936年，天津日租界有执照的日本妓院、朝鲜妓院和中国妓院超过200家，正式营业的妓女超过1000人。

## 汉口日租界

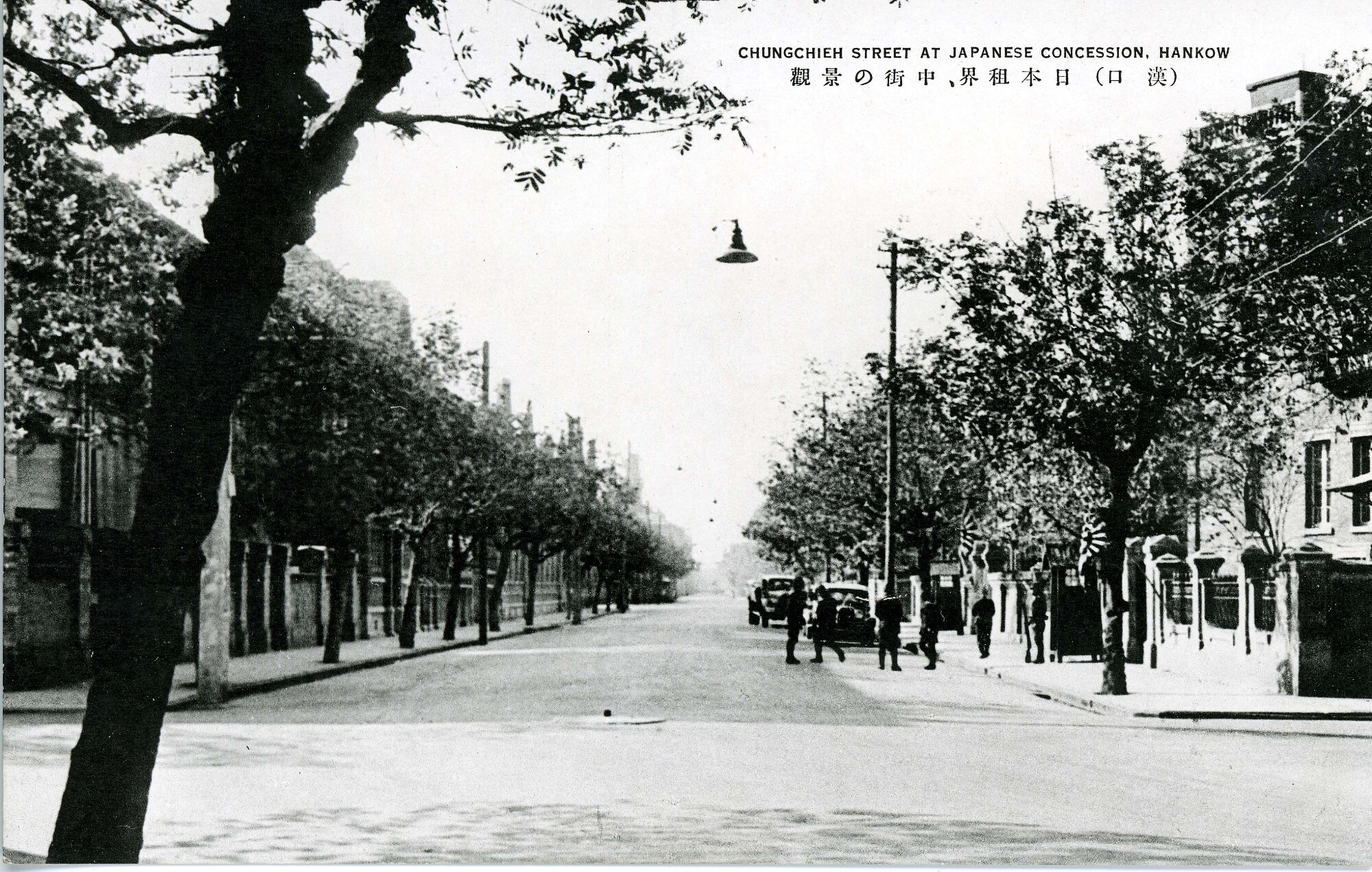
日租界内“中街”（今勝利街）的景观

## 重庆日租界

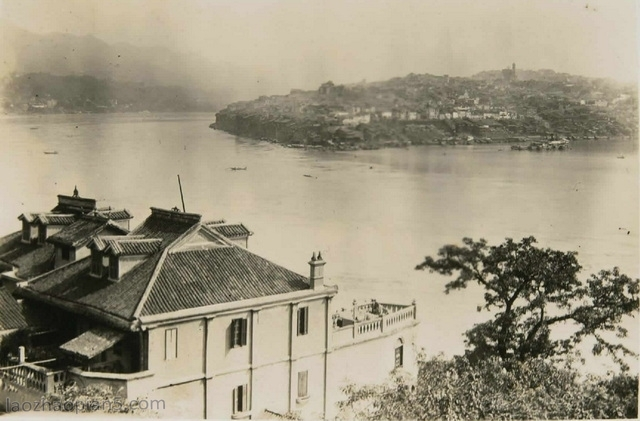
重慶日租界一景

1896年2月，日本驻上海总领事珍田舍己为设租界事到重庆，向重庆地方政府索取某一地段作为日本租界。经过与大清政府数年的交涉，日本驻渝领事山畸桂与川东道宝棻于1901年9月24日正式签订了《重庆日本商民专界约书》22款。其第一款即明确规定：“重庆府城朝天门外南岸王家沱，设立日本专管租界。”